# 山本康寛
山本 康寛（やまもと やすひろ、1982年6月22日 - ）は、日本の声楽家、テノール歌手。

## 来歴
愛知県岡崎市出身。岡崎城西高等学校卒業。
京都市立芸術大学音楽学部音楽学科声楽専攻、同大学院音楽研究科声楽専修修了。声楽を北村敏則らに師事。
第82回日本音楽コンクール声楽部門第2位、第32回飯塚新人音楽コンクール声楽部門第1位、並びに、文部科学大臣賞受賞。第25回宝塚ベガ音楽コンクール（声楽部門）第2位。2014年度青山音楽賞音楽賞受賞。